# ستيوارت غاردن
ستيوارت غاردن (بالإنجليزية: Stuart Garden)‏ هو لاعب كرة قدم ومدرب كرة قدم بريطاني، ولد في 10 فبراير 1972 في دندي في المملكة المتحدة. لعب مع دندي يونايتد ونادي بريتشين سيتي ونادي روس كاونتي ونوتس كاونتي.

## وصلات خارجية
- ستيوارت غاردن على موقع قاعدة بيانات كرة القدم.إي يو (الإنجليزية)